# Список льодових арен України
| №  | Назва                                    | Зображення                     | Місто            | Область           | Рік побудови | Місткість     | Розмір, м | Команди |
| -- | ---------------------------------------- | ------------------------------ | ---------------- | ----------------- | ------------ | ------------- | --------- | --- |
| 1  | Київський палац спорту                   | Київський палац спорту         | Київ             | Київ              | 1960         | 7513          | 60×30     | Національна збірна |
| 2  | УВСП «Метеор»                            | «Метеор»                       | Дніпро           | Дніпропетровська  | 1980         | 5000          | 60×30     | Станом на 2021 рік лід не заливається, потребує реконструкції                                                              |
| 3  | Льодовий палац спорту                    | Льодовий палац спорту          | Сєвєродонецьк    | Луганська         | 1975         | 5000          | 60×30     | Зруйновано в 2022 році внаслідок російсько-української війни, потребує відновлення                                         |
| 4  | Арена «Дружба»                           | Арена «Дружба»                 | Донецьк          | Донецька          | 1976         | 4100          | 60×30     | Пошкоджено в 2014 році внаслідок російсько-української війни, потребує відновлення; раніше — ХК «Донбас» (УХЛ)             |
| 5  | Одеський палац спорту                    | Одеський палац спорту          | Одеса            | Одеська           | 1975         | 4000          | 60×30     | ХК «Морські вовки» |
| 6  | Харківський палац спорту                 | Харківський палац спорту       | Харків           | Харківська        | 1977         | 3500          | 60×30     | Зруйновано в 2024 році внаслідок російсько-української війни, потребує відновлення                                         |
| 7  | ТРЦ «Термінал»                           | ТРЦ «Термінал»                 | Бровари          | Київська          | 2005         | 1500          | 60×30     | ХК «Крижані Вовки» (УХЛ)                                                                                                   |
| 8  | Льодова арена «Айсхол» ТРЦ «Дафі»        | «Айсхол» ТРЦ «Дафі»            | Харків           | Харківська        | 2008         | 1500          | 56×26     | |
| 9  | Льодова арена «Айсберг»                  |                                | Кременчук        | Полтавська        | 2012         | 1000          | 56×26     | ХК «Кременчук» (УХЛ) ЖХК «Лавина»                                                                                          |
| 10 | Льодова арена «Консоль-спорт»            | «Консоль-спорт»                | Сімферополь      | АР Крим           | 2012         | 1000          | 56×26     | ХК «Легіон» |
| 11 | Ковзанка парку розваг «Лавина»           | Ковзанка парку розваг «Лавина» | Дніпро           | Дніпропетровська  | 2014         | ~1000         | 60×30     | Використовується лише епізодично для тренувань                                                                             |
| 12 | СК «Авангард»                            | СК «Авангард»                  | Київ             | Київ              | 1976         | 1000 (проєкт) | 60×30     | Станом на 2021 рік перебуває на реконструкції                                                                              |
| 13 | Льодова арена «Альтаїр»                  | Льодова арена «Альтаїр»        | Дружківка        | Донецька          | 2013         | 650           | 60×30     | Пошкоджено в 2023 році внаслідок російсько-української війни, потребує відновлення; раніше — ХК «Донбас» (УХЛ)             |
| 14 | Льодовий палац                           | Льодовий палац                 | Новояворівськ    | Львівська         | 2009         | 600           | 60×30     | ХК «Явір» ХК «Галицькі Леви»                                                                                               |
| 15 | Льодова арена «Мегамолл»                 | «Мегамолл»                     | Вінниця          | Вінницька         | 2009         | 550           | 60×30     | |
| 16 | Спортивний комплекс «АТЕК»               | Спортивний комплекс «АТЕК»     | Київ             | Київ              | 1985         | 530           | 60×30     | МХК «Сокіл» (УХЛ) |
| 17 | Спортивно-розважальний комплекс «Цунамі» | «Цунамі»                       | Івано-Франківськ | Івано-Франківська | 2007         | 500           | 58×24     | Станом на 2021 рік перебуває на реконструкції, раніше — ХК «Цунамі»                                                        |
| 18 | Льодова арена «Лідер»                    | Льодова арена «Лідер»          | Донецьк          | Донецька          | 2008         | 450           | 60×30     | Станом на 2021 рік не використовується                                                                                     |
| 19 | Льодовий палац «Фаворит-Арена»           | «Фаворит-Арена»                | Херсон           | Херсонська        | 2008         | 450           | 60×30     | ХК «Дніпро» (УХЛ) |
| 20 | Льодовий палац «Нафтохімік-Арена»        | «Нафтохімік-Арена»             | Калуш            | Івано-Франківська | 2009         | 450           | 60×30     | ХК «Олімпія» |
| 21 | Льодова арена («Шалетт»)                 | Льодова арена                  | Київ             | Київ              | 2011         | 450           | 60×30     | ХК «Крижані Вовки» (УХЛ) ЖХК «Україночка»                                                                                  |
| 22 | Льодова арена «Салтівський лід»          | «Салтівський лід»              | Харків           | Харківська        | 2011         | 450           | 60×30     | Пошкоджено в 2022 році внаслідок російсько-української війни, потребує відновлення; раніше — МХК «Динамо» та ЖХК «Пантери» |
| 23 | Льодова арена                            | Льодова арена                  | Дніпро           | Дніпропетровська  | 2012         | 450           | 60×30     | ХК «Придніпровськ» ЖХК «Дніпровські Білки» ЖХК «Королеви Дніпра»                                                           |
| 24 | Льодова арена ім. С. Петрова             |                                | Краматорськ      | Донецька          | 2020         | 430           | 60×30     | ХК «Краматорськ» (УХЛ) |
| 25 | Льодовий клуб                            | Льодовий клуб                  | Вінниця          | Вінницька         | 2008         | 382           | 56×28     | ХК «Патріот» |
| 26 | Льодова арена «Алмаз»                    | «Алмаз»                        | Донецьк          | Донецька          | 2011         | 380           | 60×30     | Станом на 2021 рік не використовується                                                                                     |
| 27 | Льодова арена «Білий Барс»               | Льодова арена «Білий Барс»     | Біла Церква      | Київська          | 2012         | 373           | 60×30     | ХК «Білий Барс» (УХЛ) |
| 28 | Льодова арена                            | Льодова арена                  | Луганськ         | Луганська         | 2013         | 373           | 60×30     | ХК «Дизель» |
| 29 | Льодова арена                            | Льодова арена                  | Кривий Ріг       | Дніпропетровська  | 2012         | 367           | 60×30     | ХК «Кривбас» |
| 30 | Mariupol Ice Center                      | Mariupol Ice Center            | Маріуполь        | Донецька          | 2020         | 300           | 58×28     | Зруйновано в 2022 році внаслідок російсько-української війни, потребує відновлення; раніше — ХК «Маріуполь» (УХЛ)          |
| 31 | Ковзанка ХМ СДЮСШОР                      | Ковзанка ХМ СДЮСШОР            | Харків           | Харківська        | 1977         | 300           | 60×30     | Зруйновано в 2024 році внаслідок російсько-української війни, потребує відновлення                                         |
| 32 | Тренувальна ковзанка «Метеор»            | «Метеор»                       | Дніпро           | Дніпропетровська  | 1980         | 300           | 60×30     | Станом на 2021 рік лід не заливається, потребує реконструкції                                                              |
| 33 | Льодова арена «Світанок»                 | «Світанок»                     | Ковалівка        | Київська          | 2016         | ~300          | 58×25     | ХК «Ковалівські Кабани» |
| 34 | УНТЦ «Льодограй»                         | «Льодограй»                    | Богуслав         | Київська          | 2014         | 150           | 60×30     | ХК «Шершні» |
| 35 | Льодова арена «Конфетті»                 | «Конфетті»                     | Ялта             | АР Крим           | 2017         | ~100          | 56×26     | Станом на 2021 рік не використовується                                                                                     |
| 36 | Льодова арена «Снігова королева»         | «Снігова королева»             | Луцьк            | Волинська         | 2007         | 0             | 56×26     | ХК «Луцьк» |
| 37 | Льодова арена «ВДНГ»                     | Льодова арена «ВДНГ»           | Київ             | Київ              | 2018         | 0             | 56×26     | |